# Глазаниха
Глазаниха (рос. Глазаниха) — селище в Онезькому районі Архангельської області Російської Федерації.
Населення становить 443 особи. Входить до складу муніципального утворення Кодинське поселення.

## Історія
Від 2004 року входить до складу муніципального утворення Кодинське поселення.

## Населення
| 2002 | 2010 | 2012 |
| ---- | ---- | ---- |
| 601  | ↘415 | ↗443 |